# Слишком много победителей
«Слишком много победителей» (англ. Too Many Winners) — детективный фильм с элементами комедии режиссёра Уильяма Бодайна, который вышел на экраны в 1947 году.
Это пятый и заключительный фильм серии 1946—1947 годов кинокомпании Producers Releasing Corporation о частном детективе Майке Шейне, роль которого во всех фильмах сыграл Хью Бомонт. До этого, в 1940—1942 годах на студии Twentieth Century Fox вышла популярная серия из семи фильмов, в которых Майкла Шейна сыграл Ллойд Нолан.
В этом фильме Шейн расследует аферу с поддельными билетами на тотализаторе ипподрома Санта-Розита, в результате чего трек выплачивает победителям больше денег, чем получает от приёма ставок. То есть, трек оказывается на грани банкротства, потому что у него «слишком много победителей». После того, как владелец ипподрома Альберт Пейсон (Джон Хэмилтон) обращается к Шейну за помощью, происходит несколько убийств людей, так или иначе связанных с ипподромом. Шейну с помощью своей верной секретарши Филлис Хэмилтон (Труди Маршалл) в итоге удаётся выявить преступную схему мошенников и основных участников аферы, во главе которой стоял управляющий ипподромом Джон Хардеман (Грэндон Родс).
Фильм удостоился умеренно-положительных оценок критики, отметивших его скромный бюджет, сложный сюжет и качественную игру Бомонта в главной роли.

## Сюжет
В своём лос-анджелесском офисе частный детектив Майк Шейн (Хью Бомонт) и его подруга и секретарша Филлис Хэмилтон (Труди Маршалл) готовятся поехать в отпуск, чтобы поохотиться на уток. Неожиданно появляется таинственный незнакомец, который предлагает Майку две тысячи долларов за то, чтобы тот не брался за некое дело, о котором Шейн даже не слышал. Узнав, что Шейн собирается в отпуск, незнакомец тут же удаляется. Пока Майк относит охотничье снаряжение в машину, в офис звонит по срочному делу владелец ипподрома Санта-Розита Альберт Пейсон (Джон Хэмилтон). Филлис, которой не терпится уехать в отпуск, отвечает, что Майка не будет в офисе в ближайшие дни. Оставив Майку записку о звонке, Филлис уходит. Тем временем артистка из ночного клуба Мэйм Мартин (Клэр Карлтон) у себя дома продаёт управляющему ипподромом Джону Хардеману (Грэндон Родс) компрометирующие его письма, а затем по телефону приглашает к себе Майка. При встрече она предлагает Майку купить за тысячу долларов некую ценную информацию об ипподроме Санта-Розита, но детектив отказывается, так как не привык платить за то, что ему ни о чём не говорит. Когда Майк выходит от Мартин, его хватают и заталкивают в собственную машину двое следивших за ним громил, Джо (Фрэнк Хэгни) и Панк (Морис Б. Мазелл). Они избивают Майка, требуя сказать, что Мейм сообщила ему о Санта-Розите. Так ничего не добившись, они выталкивают Майка из машины на городской свалке. Тем временем друг Шейна, репортёр Тим Рурк (Чарльз Митчелл) заходит к нему офис, обнаруживая на столе записку о том, что Майку звонил Пейсон. Тим сообщает появившемуся Майку о том, что Филлис уехала в отпуск одна, а также о записке. Из записки следует, что Пейсон и его управляющий Джон Хардеман хотели бы встретиться с Майком по важному делу о махинациях с билетами на ипподроме. Решив разобраться в этом деле, Шейн даёт Тиму тысячу долларов и посылает его к Мейм купить её информацию. Когда Рурк приезжает к Мейм, то видит, что она мертва, а на месте преступления уже работает полиция. Детектив Пит Рафферти (Ральф Данн) предполагает, что это самоубийство, но по некоторым деталям догадывается, что некоторое время назад в квартире побывал Шейн. Под давлением детектива Тим сообщает, что Майка можно найти на ипподроме в Санта-Розите.
Шейн приезжает в бизнес-центр при ипподроме на встречу с Хардеманом. Тот любезно принимает детектива в своём кабинете и даже угощает сигарой, обёртку от которой Майк заметил ранее в квартире Мейм. Хардеман объясняет, что в последнее время ипподром терпит убытки на тысячи долларов и оказался на грани банкротства, так как выплачивает выигрыши на суммы, превышающие общую сумму ставок. Управляющий предполагает, что кто-то печатает поддельные билеты. Как он рассказывает, настоящие билеты печатает типография, принадлежащая Пейсону, а дизайн и кодовые номера билетов на каждый день определяет лично он. Пейсон объявил, что закроет ипподром, если проблема не будет решена в течение недели. За гонорар в 10 тысяч долларов, предложенный от имени Пейсона, Майк берётся за это дело. В этот момент в кабинет Хардемана заходят двое вооружённых людей, с которыми Майк вступает в схватку, в итоге получая лёгкое пулевое ранение. На звук выстрела сбегаются служащие и посетители отеля при ипподроме, среди которых оказывается Филлис. Бандиты успевают скрыться, Хардеман не пострадал, а Майка относят в номер Филлис, где его осматривает врач. По его словам, к завтрашнему утру Майк будет уже на ногах. Вскоре в комнате появляются Рурк и Рафферти, который спрашивает, что Майку известно об убийстве Мейм. Следом заходят Хардеман и шеф местной полиции Бойл (Стэнли Блайстоун). Хардеман признаёт, что одно время Мейм была его подругой, на что Шейн заявляет, что в квартире Мейм был кто-то после него, и он догадывается кто. В этот момент Филлис прерывает разговор до завтрашнего утра, напоминая, что это требование врача. Бандиты Джо и Панк проводят ночь в ожидании Шейна у подъезда гостиницы.
Утром Майк отправляется на ипподром в кабинет Хардемана, где Бойл говорит управляющему, что по данному им описанию не смогут найти нападавших. Когда между Майком и Бойлом возникает перепалка о методах работы, Хардеман заявляет, что он не хотел нанимать Шейна, но такова воля Пейсона и он обязан ей подчиниться. После ухода шефа полиции Хардеман рассказывает, что многие в их кругу были знакомы с Мейм. Ему её, в частности, представил редактор газеты «Трибюн» Гил Мэдден (Бен Уэлден), который был её давним другом. Из-за Мейм отношения между ними испортились, но это не приводило к открытому столкновению. Далее Хардеман рассказывает, что Мэдден в течение некоторого времени пытался получить контракт на печать билетов. Несмотря на то, что Мэдден предложил более выгодные условия, Хардеман по-прежнему печатает билеты в типографии Пейсона, чтобы не портить отношения со своим боссом. В этот момент заходит Пейсон, который знакомится с Майком. После ухода Хардемана по срочным делам Пейсон рассказывает Шейну, что он является владельцем Банка Санта-Розиты, и если ипподром обанкротится, то это разрушит его репутацию и доведёт до личного банкротства. Майк замечает, что Пейсон курит ту же марку сигар, обёртку от которых он видел в квартире Мейм. На вопрос Майка Пейсон рассказывает, что познакомился с Мэдденом пять лет назад, когда тот переехал из Эрбаны, Иллинойс, где он вместе со своим партнёром владел типографией. Заложив эту типографию, Мэдден купил местную газету «Трибюн». При совершении сделки выяснилось, что Мэдден получил типографию в дар от некого Теодора Росса, который в тот момент находился в заключении. Пейсон последний раз видел Мэддена вчера в Лос-Анджелесе, где тот был со своим помощником Беном Эдвардсом (Байрон Фолджер).
Шейн приходит в редакцию газеты «Трибун», где узнаёт в Мэддене того незнакомца, который вчера предлагал ему взятку за отказ от дела. На этот раз Мэдден предлагает Майку шесть тысяч долларов, чтобы тот бросил дело, но Майк отвечает, что его уже нанял Хардеман за десять тысяч. В кабинете появляется Бен Эдвардс, которого Мэдден представляет как своего фотографа и гравёра. Когда Шейн хочет задать Эдвардсу несколько вопросов, Мэдден быстро отправляет его из кабинета. Затем Мэдден угрозами требует от Майка прекратить расследование. Когда Майк уходит, Мэдден всё-таки даёт ему домашний адрес Эдвардса. После ухода Майк звонит Филлис и просит её получить в тюрьме Джолиет всю информацию на заключённого Теодора Росса. Затем Майк приезжает домой к Бену Эдвардсу, за домом которого следят Джо и Панк. Его встречает жена Мэри (Джин Арден). Она знакомит детектива с сыном и, когда Майк видит свадебную фотографию, она рассказывает, что они с Беном поженились десять лет назад в Эрбане. Дела у них там шли хорошо, но затем Бен решил переехать в Калифорнию. Появившийся Эдвардс отказывается отвечать на вопросы Шейна и настойчиво просит детектива уйти. Когда Шейн уезжает, бандиты следуют за ним. Бен говорит жене и сыну, что должен срочно лететь в Вашингтон, чтобы узнать судьбу патентов на разработанную им фотокамеру. В гостинице Майк встречает Филлис, которая рассказывает, что Теодор Росс и Клод Бейтс в 1938 году были осуждены за подделку билетов ирландского тотализатора и отправлены в тюрьму Джолиет. Росс получил пожизненное, но отбыл небольшой срок и был освобожден, а Бейтсу дали от 20 до 50 лет, но через два года он сбежал. Майк просит Филлис проверить в брачном бюро Эрбаны, чей брак был зарегистрирован 4 ноября 1936 года. Филлис сообщает, что в этот день в городе был зарегистрирован только один брак — Клода Бейтса и Мэри Грант. Майк догадывается, что речь идёт о Эдвардсах, и с сочувствием думает об участи жены и сына.
Тем временем один из следивших бандитов звонит Хардеману, докладывая, что они проследили за Шейном, который вернулся в гостиницу. Хардеман не доволен этим, заявляя, что если он упустит Эдвардса, то всё дело рухнет. Он требует, чтобы бандиты немедленно вернулись и продолжили следить за Эдвардсом, не допустив, чтобы он живым выбрался из города. Когда Хардеман вешает трубку, кто-то приоткрывает дверь и стреляет в него из револьвера. Бандиты отправляются на розыски Эдвардса, который приезжает в редакцию «Трибюн», передавая Мэддену все чертежи и документацию по разработанному им фотоаппарату. Бен просит, что в случае, если он не вернётся, семья получила бы содержание, причитающееся за это изобретение. Мэдден обещает обо всём позаботиться. Когда неожиданно появляется Шейн, Эдвардс убегает через другую дверь, и вскоре слышатся выстрелы. На улице у входа в редакцию Шейн и Мэдден обнаруживают труп застреленного Эдвардса. Затем Шейн приезжает в кабинет Хардемана, находя того застреленным в своём кресле. В столе он находит упаковки фальшивых билетов, а также револьвер, деньги и документ, который собирает с собой. Оставив на столе записку, он уходит.
Вскоре в баре, где Шейн находится в компании Филлис и Тима, появляются Пейсон, Бойл и Рафферти. Когда Пейсон недовольно сообщает, что сегодня на ипподроме был завал контрафактных билетов, Майк заявляет, что больше их не будет. Далее он говорит, что тот, кто убил Мейм, убил и Бена Эдвардса, после чего просит Пейсона оплатить его чек за выполненную работу и уходит вместе с Филлис. Рафферти, Бойл и Тим направляются за разъяснениями в кабинет Хардемана, где обнаруживают его убитым. Они находят записку от Майка, в которой тот просит о встрече в гостиничных апартаментах Хардемана. Джо и Панк следят за тем, как Майк вскрывает дверь в номер Хардемана. В рабочем столе Хардемана детектив находит пачки фальшивых билетов. Заметив, как дверь в номер тихо открывается, Майк застаёт вошедших бандитов врасплох и разоружает их. Он сообщает бандитам, что их босс Хардеман убит. Панк сразу же заявляет, что Хардемана застрелил Эдвардс, а вскоре после этого Джо убил Эдвардса. До этого Джо по приказу Хардемана застрелил Мейм Мартин, после того, как она решила всё разболтать. Джо набрасывается на Панка, начинается драка, в ходе которой Панк хватает пистолет и убивает Джо. Затем он пытается бежать, но его задерживает подоспевшая полиция. Шейн сообщает Рафферти, что Джо и Панк убили Мейм и Эдвардса. Далее он рассказывает, что в своё время Хардеман нашёл сбежавшего из тюрьмы Эдвардса и с помощью шантажа заставил его изготавливать фальшивые билеты. Не выдержав этого, Эдвардс в конце концов застрелил Хардемана. Далее Майк говорит, что у Эдвардса чудесная жена и сын, которые ничего не знают о преступной деятельности отца. Он просит Рафферти не рушить жизнь жене и сыну Эдвардса, и сохранить в тайне информацию о том, что Эдвардс был преступником. Бойл и Рафферти соглашаются представить смерть Эдвардса как несчастный случай, и не возбуждать дело, после чего Шейн с Филлис наконец отправляются в отпуск.

## В ролях
- Хью Бомонт — Майкл Шейн
- Труди Маршалл — Филлис Хэмилтон
- Ральф Данн — детектив Питер Рафферти
- Клэр Карлтон — Мэйм Мартин
- Чарльз Митчелл — Тим Рурк
- Джон Хэмилтон — Альберт Пэйсон
- Грэндон Родс — Джон Хардеман
- Бен Уэлден — Джил Мэдден / Теодор Росс
- Байрон Фолджер — Бен Эдвардс / Клод Бейтс
- Джин Арден — Мэри Эдвардс
- Джордж Мидер — Кларенс

## История создания фильма
Частный детектив Майкл Шейн впервые появился на экране в 1940 году, когда студия Twentieth Century Fox начала серию о нём с Ллойдом Ноланом в главной роли. В 1942 году после семи фильмов серия была завершена, а в 1946—1947 годах студия Producers Releasing Corporation выпустила новую серию из пяти фильмов о Майке Шейне, где его роль исполнил Хью Бомонт. Это последний фильм в этой серии.
В основу сценария фильма положен роман 1941 года создателя образа Майка Шейна, американского детективного автора Бретта Халлидея «Билеты на смерть» (англ. Tickets for Death).
Труди Маршалл — третья актриса в сериале, которая сыграла Филлис Хэмилтон, Чарльз Митчелл сыграл постоянного персонажа, репортёра Тима Рурка только в этом фильме, а Ральф Данн в четвёртый раз исполнил роль детектива полиции Питера Рафферти.
Фильм находился в производстве с 6 февраля до середины февраля 1947 года и вышел на экраны 24 мая 1947 года.

## Оценка фильма критикой
Как пишет историк кино Рон Беккер, «в этом фильме есть многое, что может понравиться — это и достаточно сложная тайна, и убийства, а также несколько трогательных моментов. Филлис Гамильтон, которую в этом фильме играет Труди Маршалл, участвует в деле мало, и комедийные сцены не перегружают сюжет». Но, по мнению критика, «фильм довольно скучен. У него нет ни темпа, ни энергии, а режиссура вялая. Большая часть картины снята в помещении, а автомобильные сцены сделаны на фоне вездесущего рир-экрана. Эпизоды драк плохо поставлены, удары явно наносятся мимо. Концовке фильма не хватает волнения». Кроме того, «первое убийство в этом деле, убийство Мэйм Мартин, неудовлетворительно объяснено Шейном. Это ещё один пример слабого сюжета, когда персонаж убит исключительно с целью получения трупа».
По мнению историка кино Кима Ньюмана, «чуть более изобретательный Уильям Бодайн заменил Сэма Ньюфилда на посту режиссёра. Не то, чтобы он получил намного больше крошечного бюджета большинства фильмов сериала. Но после временного взлёта с фильмом „Трое на билет“ эта лента возвращается к неостросюжетному формату большинства предыдущих фильмов». Как отмечает критик, «подозреваемых в фильме довольно много, и каждый в чём-то виновен — в этой сложной схеме замешана пара разных убийц и редкое сочувствие к некоторым правонарушителям». В частности, «Бен Уэлден и Байрон Фолджер, играют свои обычные роли бандитов, при этом персонаж Уэлдена великодушен и искренне пытается идти по пути справедливости, а персонаж Фолджера — порядочный семьянин, шантажом втянутый в преступную деятельность». Как заключает Ньюман, «как и все фильмы студии PRC, это не классика, но Шейн в исполнении Бомонта ловко играет с профессиональной этикой и склонен к стяжательству, не говоря уже о склонности отводить взгляд от своей девушки при виде любой проходящей мимо блондинки, что делает его необычным и необычайно многослойным героем картины категории В».
Как написал историк кино Стив Льюис, «шестьдесят минут — это слишком мало для такого объёмного сюжета, как в этом фильме. Я едва поспевал за ним, и то только потому, что прочитал книгу. Зрители того далекого 1947 года, должно быть, выходили с этого фильма в оцепенении, либо просто сидели, не воспринимая происходящее». Как далее пишет критик, тем не менее, фильм ему понравился, несмотря на то, что это «от начала и до конца малобюджетное производство». По мнению критика, всё это «очень весело», а «Бомонт справляется с ролью лучше, чем можно было ожидать».
Подводя итог этой серии фильмов, Беккер пишет: «Каким бы разочаровывающим ни был этот последний фильм, все пять фильмов с участием Хью Бомонта как группа на удивление хороши, особенно учитывая их мизерные бюджеты. В то время как большинство людей представляют себе Ллойда Нолана, когда думают о Майкле Шейне в кинематографе, Хью Бомонт более чем преуспел в этих фильмах, и две его лучшие роли в фильмах „Убийство – это моё дело“ и „Трое на один билет“, ничуть не уступают лучшим фильмам Нолана».